# Chinese oudheid
De  Chinese oudheid is de periode die volgde op de Chinese prehistorie en voorafging aan de vestiging van het Chinese Keizerrijk in de Chinese periodisering.

## Chinese oudheid als contrast met Chinese middeleeuwen
Oorspronkelijk was dit begrip een poging de driedeling oudheid, middeleeuwen en nieuwe tijd die in de 19e eeuw in de Europese geschiedschrijving gangbaar werd, ook toe te passen op de geschiedenis van niet-Europese volkeren. Men zag sterke overeenkomsten tussen de val van de Han-dynastie in 220 (na Chr.) en de val van het Romeinse Rijk in 476. In beide gevallen kwam er een einde aan een eenheidsstaat en speelden invallende volkeren een grote rol bij die ineenstorting. Analoog aan het begin van de middeleeuwen in 476 begonnen in 220 ook voor China de middeleeuwen, de Chinese middeleeuwen. De periode voor 220 werd dan (ook weer analoog aan Europa) Chinese oudheid genoemd. De driedeling oudheid-middeleeuwen-nieuwe tijd voor niet-Europese culturen en volkeren wordt tegenwoordig echter beschouwd als een vorm van eurocentrische geschiedschrijving, die geen rekening houdt met het eigen karakter van de geschiedenis van die volkeren en culturen. De term Chinese oudheid in de betekenis van voorganger van Chinese middeleeuwen is dan ook nauwelijks gebruikt.

## Chinese oudheid als contrast met het Chinese Keizerrijk
In deze betekenis wordt met Chinese oudheid de periode bedoeld die voorafging aan de vestiging van het Chinese Keizerrijk in 221 v.Chr., toen Qin Shi Huangdi zichzelf uitriep tot eerste keizer van de Qin-dynastie. Deze betekenis van de term is expliciet gemaakt door Michael Loewe en Edward Shaughnessy, twee Amerikaanse sinologen. In het door hen samengestelde The Cambridge History of Ancient China laten zij de Chinese oudheid rond 1570 v.Chr. met de Shang-dynastie beginnen. Uit die dynastie stammen de Orakelbotten, de eerste geschreven bronnen. De Chinese Oudheid omvat bij hen dus de Shang- en Zhou-dynastie. Aan de Chinese oudheid ging de Chinese prehistorie vooraf. Deze begrenzing is echter vloeiend door de beperktheid van de geschreven bronnen voor zowel de Shang- als de vroege Zhou-periode. Voor de geschiedenis van die periode blijft de archeologie dan ook uitermate belangrijk. Om toch te komen tot een eenduidige begrenzing tussen prehistorie en oudheid trok de Amerikaanse sinoloog Robert Bagley in zijn bijdrage aan de Cambridge History of Ancient China de grens bij het begin van de bronstijd. In het oude China had bronzen vaatwerk een bijzondere betekenis. Dit blijkt uit de vaak enorme omvang van de voorwerpen, de unieke wijze waarop ze werden gegoten en uit de grote aantallen die zijn vervaardigd. Volgens Bagley begon de bronstijd in China rond 1900 v.Chr. met de Erlitoucultuur. 
Chinese historici hebben steeds het primaat gelegd bij de veel latere historische bronnen uit de late Zhou-tijd en uit de Han-dynastie. Voor hen begint de Chinese oudheid dan ook met het moment dat die bronnen de geschiedenis laten beginnen. Dan kan Huangdi de Gele Keizer zijn, maar ook het begin van de Xia-dynastie. In de ruimste zin omvat de Chinese Oudheid bij hen de periode van de Drie Verhevenen en de Vijf Oerkeizers, gevolgd door de Xia-, Shang- en Zhou-dynastie.

## Verder lezen
- E.H. Parker, Ancient China Simplified, Londen, 1908. (Public Domain!)